# 马卡罗沃市镇
马卡罗沃市镇（俄语：Макаровское муниципальное образование）是俄罗斯联邦伊尔库茨克州基廉斯克区所属的一个市镇。其下辖有6个居民点，行政中心为马卡罗沃。据2016年统计，该市镇的人口为738人。